# Torre Roura (Igualada)
La Torre Roura és un edifici modernista del municipi d'Igualada (Anoia).

## Descripció
És una torre postmodernista que combina la construcció amb pedra, totxo i ceràmica. Són destacables les xemeneies d'obra i ceràmica i també els diferents racons de la casa que són aprofitats per la incorporació de motius ornamentals tots fets a base de ceràmica de color i relleus de pedra amb diferents temàtiques si bé predomina la decoració floral i geomètrica. Ens trobem davant una construcció de clares reminiscències gaudinianes sobretot pel que fa al tractament de l'ornamentació. És una torre edificada conjuntament amb la fàbrica Roura, destinada a l'habitatge dels amos de la fàbrica.